# 에딘버러 왕립학회 회원
에딘버러 왕립 학회 회원 (FRSE)은 스코틀랜드의 국립 과학문학 학회인 에딘버러 왕립학회에서 "특정 주제 분야에서 탁월한" 개인에게 수여하는 상이다. 이 학회는 1783년 왕실 헌장의 수여에 의하여 그 설립이 허용되었다.

## 선출
매년 3월, 약 50명의 새로운 회원 (fellow)이 선출된다. 2016년 기준으로 명예회원 71명, 교신회원(Corresponding Fellow) 76명을 포함하여 약 1,650명의 회원이 있다.
이들은 자신의 성명 부기 문자 (post-nominal letter)로, 정회원은 FRSE를, 명예회원은 HonFRSE, 교신회원은 CorrFRSE를 사용할 수 있다.

## 분야
회원직은 물리 및 생명 과학, 예술, 인문학, 사회 과학, 교육, 직업, 산업, 비즈니스 및 공공 생활의 모든 범위를 포괄하는 4개의 광범위한 부문으로 구분되어 있다.

### A: 생명과학
- A1: 생물의학 및 인지과학
- A2: 임상 과학
- A3: 유기체 및 환경 생물학
- A4: 세포 및 분자생물학

### B: 물리학, 공학, 정보과학
- B1: 물리학 및 천문학
- B2: 지구과학 및 화학
- B3: 공학
- B4: 정보학, 수학 및 통계

### C: 예술, 인문, 사회과학
- C1: 언어학, 문학, 역사학
- C2: 철학, 신학, 법학
- C3: 사학, 창작 및 공연 예술의 이론 및 실제
- C4: 경제 및 사회과학

### D: 경영학, 행정학
- D1: 공공 행정 및 이해
- D2: 전문, 교육 및 공공 부문 경영
- D3: 민간 부문 경영

## 저명한 회원
현재 정회원의 예로는 피터 힉스와 조셀린 벨 버넬이 있다. 종전의 회원으로는 멜빈 캘빈, 벤저민 프랭클린, 제임스 클러크 맥스웰, 제임스 와트, 토머스 리드, 앤드루 로렌스 (Andrew Lawrence) 등이 있다.
학회에서는 1783년부터 2002년까지의 전체 회원들에 대한 전기 목록을 출판한 적이 있다.